# Љ
Slovo Љ (latinica: Lj) dio je srpske i makedonske ćirilice. Označuje palatalni lateralni aproksimant /ʎ/. Osmislio ga je Vuk Karadžić 1818. godine, spajanjem prethodnih ćiriličnih slova ⟨л⟩ i ⟨ь⟩.